# Март 2011 года

Список событий марта 2011 года.

## События
- 1 марта
  - В Латвии началась первая после вступления страны в ЕС перепись населения[1].
  - В России вступил в силу закон «О полиции»[2].
  - В России начали действовать водительские права международного образца[3].
  - Упрощён визовый режим между Грузией и ЕС (кроме Дании, Великобритании и Ирландии)[4].
  - ВМС США направили к берегам Ливии авианосец «Энтерпрайз» в связи с охватившей Ливию гражданской войной[5].
  - Генеральная ассамблея ООН единогласно приостановила членство Ливии в Совете по правам человека[6].
  - Израиль в ходе боя на границе с сектором Газа испытал активную систему защиты от противотанковых ракет Windbreaker, тем самым ЦАХАЛ стал первой армией в мире, на вооружении которой стоит такая система защиты[7].
  - Истребитель Mirage 2000 ВВС Франции потерпел крушение над центральной Францией во время тренировочного полёта[8].
- 2 марта
  - Войска Муаммара Каддафи начали наступление на ливийские города, находящиеся под контролем повстанцев. Были захвачены несколько населённых пунктов и начато наступление на город Айдабийя[9].
  - В Исламабаде был убит министр по делам национальных меньшинств Пакистана Шахбаз Бхатти, выступавший за либерализацию закона о богохульстве[10].
- 3 марта
  - Отправлен в отставку премьер-министр Египта Ахмед Шафик, на его место Высший военный совет Египта назначил бывшего министра транспорта Эссама Шарафа[11].
- 4 марта
  - В египетском городе Александрии сотни демонстрантов взяли штурмом штаб-квартиру службы госбезопасности[англ.][12].
  - На всеобщих выборах в Самоа большинство голосов собрала Партия покровительства правам человека[англ.] возглавляемая действующим премьер-министром Туилаэпа Саилеле Малиелегаои[13].
  - Неудача при запуске климатического спутника Glory привела к его потере, до этого НАСА аналогичным образом потеряло другой спутник для изучения климата Orbiting Carbon Observatory[14].
  - ОАЭ и Ямайка установили дипломатические отношения[15].
- 5 марта
  - В результате авиакатастрофы Ан-148 у села Гарбузово Белгородской области погибли 6 человек — 4 российских члена экипажа самолёта и 2 его пилота — граждане Мьянмы, для которой и предназначался данный самолёт.[16]
- 6 марта
  - Новым министром иностранных дел Египта назначен Набиль аль-Араби, министром внутренних дел — Мансур аль-Исави, министром юстиции — Мухаммед аль-Гинди[17].
  - Правительство Ливии отменило налоги и таможенные пошлины на импортные товары первой необходимости[18].
  - Ушёл в отставку с поста министра иностранных дел Японии Сэйдзи Маэхара[19].
  - На прошедших парламентских выборах в Эстонии победила партия Реформ[20].
  - В Техасе (США) прошёл митинг за независимость штата[21].
- 7 марта
  - Президент России Дмитрий Медведев подписал закон о либерализации уголовного законодательства[22].
  - В столице Анголы Луанде разогнана антиправительственная демонстрация[23] во главе с рэпером Иконокластой[24].
- 8 марта
  - McDonalds потерял пальму первенства по количеству открытых точек (32,737), его обогнала сеть сэндвич-шопов Subway (33,749)[25].
  - 32 человека погибли и 174 были ранены в результате взрыва начиненного взрывчаткой автомобиля на бензозаправке в пакистанском Файсалабаде[26].
- 9 марта
  - Нижняя палата парламента Ирландии утвердила Энду Кенни в качестве нового премьер-министра страны[27].
  - Переизбранный на второй срок президент Португалии Анибал Каваку Силва вступил в должность[28].
  - В американском штате Иллинойс отменена смертная казнь[29].
  - 36 человек погибли и более ста были ранены в результате атаки террориста-смертника на похоронную процессию недалеко от пакистанского Пешавара[30].
  - Грузия и Гвинея-Бисау установили дипломатические отношения[31].
  - На северо-востоке Австралии в нескольких городах дома и предприятия оказались затопленными из-за наводнений, вызванных сильными дождями[32].
- 10 марта
  - Первая страна из Большой восьмёрки, Франция, признала Национальный переходный совет Ливии единственным законным представителем страны на международном уровне.[33].
  - Далай-лама заявил о своём уходе из политического руководства Тибета в индийском городе Дхарамсала, где располагается правительство Тибета в изгнании[34].
  - Военно-воздушные силы филиппинской армии провели на юге страны массированную атаку тайного укрытия происламских террористов из группировки «Абу Сайяф»[35].
  - Президент Йемена Али Абдалла Салех в ответ на акции протеста устроенные оппозицией, заявил о намерении предоставить на рассмотрение новый проект конституции страны, которая откроет путь к «парламентской системе» правления[36].
  - Правительство Мадагаскара во главе с премьер-министром Альбером Камилем Виталем ушло в отставку[37].
  - Грузия и Гондурас установили дипломатические отношения[38].
- 11 марта
  - Землетрясение магнитудой от 9,0[39] до 9,1[40] произошло у северо-восточного побережья Японии. Землетрясение вызвало разрушительное цунами в Японии. Высота волны достигала 10 м[41]. Произошли сбои в работе нескольких ядерных реакторов[42]. 15 597 погибших, 5694 раненых, 4980 пропавших без вести (на 20 июля)[43]. Экономический ущерб, по приблизительной оценке, составил до 309 млрд USD[44].
- 12 марта
  - В Нигере состоялся второй тур президентских выборов. Победу одержал лидер оппозиции Махамаду Иссуфу, набравший около 58 % голосов[45][46].
  - По меньшей мере 19 шахтёров погибли, 15 — пропали без вести при взрыве газа на шахте в городе Люпаньшуй провинции Гуйчжоу[47].
  - На японской АЭС «Фукусима-1», пострадавшей в результате землетрясения, произошёл взрыв. Уровень радиации возле станции превысил норму в 20 раз.[48].
  - Родители и трое их детей (в возрасте от 4 месяцев до 10 лет) были зарезаны в результате теракта в израильском поселении Итамар (центральная Самария).
- 13 марта
  - Правительственные войска Ливии, верные Муамару Каддафи, захватили город Марса-эль-Брега[49].
  - В России прошёл единый день голосования 13 марта 2011 года. Свыше трёх тысяч выборных кампаний различного уровня, включая выборы глав 768 муниципальных образований и законодательных собраний 12 субъектов федерации и 1641 муниципального образования[50].
  - В Бенине прошёл первый тур президентских выборов[51].
  - Колумбия отменила визовый режим для граждан России[52].
  - В результате взрыва на заводе по выпуску клея компании Bostik в штате Массачусетс ранения получили 4 человека[53].
  - В столице Йемена городе Сане полицейские открыли огонь на поражение при разгоне демонстрации протеста, ранив не менее 100 человек[54].
- 14 марта
  - На АЭС Фукусима I произошёл взрыв в третьем энергоблоке[55].
  - Швейцария заморозила программу по замене своих атомных реакторов[56].
  - При теракте в афганской провинции Кундуз погибло 37 человек, около 40 получили ранения[57].
  - В Бахрейн прибыли больше тысячи военнослужащих из Саудовской Аравии и полицейские силы из ОАЭ[58].
- 15 марта
  - На АЭС Фукусима I произошли взрывы во втором и четвёртом энергоблоках. На четвёртом энергоблоке пожар. В 10:37 пожар на четвёртом энергоблоке потушен. Критическая ситуация наблюдается на втором энергоблоке[59][60].
  - В связи с непрекращающимися беспорядками в Бахрейне введено чрезвычайное положение на три месяца[61].
  - Власти Египта упразднили службу госбезопасности (SSIS). Объявлено о создании новой группы спецслужб — Сил национальной безопасности[62].
  - Государственное телевидение Ливии сообщило, что правительственные войска взяли под контроль город Адждабию[63].
- 16 марта
  - Свыше 3700 бирманских рыбаков погибли в результате тропического шторма в Андаманском море[64].
  - 5 человек погибли, 1 был ранен в результате авиакатастрофы, произошедшей при взлёте, Beechcraft King Air из муниципального аэропорта в Лонг-Бич[65].
- 17 марта
  - В Бахрейне арестованы лидеры оппозиции, призывавшие к свержению монархии[66].
  - В Лаосе открылся IX съезд правящей Народно-революционной партии Лаоса, его участники начали обсуждение путей дальнейшего развития страны[67] (недоступная ссылка с 13-09-2013 [4343 дня]).
  - В результате осуществлённой беспилотными самолётами США бомбардировки племенного района на северо-западе Пакистана погибли более 40 человек[68].
- 18 марта
  - Силы М.Каддафи вошли в Бенгази, войска бомбят центр города[69].
  - Совет Безопасности ООН принял резолюцию за номером 1973/2011 о запрете полётов над территорией Ливии и дающей право международному сообществу «принимать все необходимые меры» для защиты её граждан[70][71].
  - Более 30 человек погибли и свыше 100 получили ранения в результате нападения сторонников президента Салеха на антиправительственную демонстрацию в столице Йемена Сане[72].
  - Зонд НАСА MESSENGER успешно выполнил манёвр торможения и стал первым космическим аппаратом вышедшим на орбиту вокруг Меркурия[73] (недоступная ссылка с 13-09-2013 [4343 дня]).
  - Два человека убиты, десятки ранены при разгоне демонстрации протеста в сирийском городе Даръа[74].
  - Автоматическая межпланетная станция New Horizons пересекла орбиту Урана после пятилетнего путешествия[75].
- 19 марта
  - Началась военная интервенция Франции, США, Великобритании, Италии и Канады в Ливию[76].
  - В Египте начался референдум по поправкам к конституции[77].
  - Международная некоммерческая организация ICANN официально одобрила появление домена верхнего уровня .xxx, предназначенного для ресурсов с материалами порнографического содержания[78].
  - В Йемене оппозиционеры обратились за помощью к мировому сообществу, после того как власти страны разогнали их демонстрации с применением огнестрельного оружия[79].
  - 6 пожарных погибли и 1 ранен в результате авиакатастрофы вертолёта, который тушил дикий пожар, в области Арагон восточной Испании[80].
  - 21 человек погиб, около ста получили ранения при пожаре в лагере для беженцев в индийском штате Трипура[81].
  - По сообщению израильских властей, палестинские боевики в Секторе Газа выпустили по югу Израиля более 50-ти ракет, Израиль возложил вину за произошедшее на ХАМАС и ответил авиаударом по Сектору Газа[82].
  - По меньшей мере 15 человек погибли, ещё 14 пострадали в результате аварии с участием туристического автобуса в центре Колумбии в департаменте Кундинамарка[83].
  - Приведена к присяге новый премьер-министр Перу Росарио Фернандес Фигероа[84].
  - Победителями кубка мира по горнолыжному спорту стали хорват Костелич, Ивица и немка Мария Риш[85].
- 20 марта
  - По меньшей мере 45 шахтёров погибли из 52, находившихся в шахте, в результате трех взрывов метана на угольной шахте в юго-западной пакистанской провинции Белуджистан[86].
  - В Гаити прошёл второй тур президентских выборов[87].
  - Президент Йемена Али Абдалла Салех отправил в отставку правительство страны[88].
  - 3 человека погибли в авиакатастрофе Cessna 210 в Калифорнии[89].
- 21 марта
  - Сторонники ливийского лидера Муамара Каддафи, совершили попытку нападения на генерального секретаря ООН Пан Ги Муна на площади Тахрир в Каире[90].
  - 23 человека погибли, 14 — получили ранения в авиакатастрофе грузового самолета Ан-12 компании Trans Air Congo в Пуэнт-Нуаре. Самолет упал на жилые дома[91].
  - Фидель Кастро Рус подал в отставку с поста Первого секретаря ЦК Компартии Кубы. Пост занял его брат Рауль Кастро Рус[92][93].
- 22 марта
  - Национальный банк Беларуси известил коммерческие банки о том, что не будет продавать им валюту для последующей продажи населению[94].
  - Южная Корея поддержала идею переговоров с КНДР, предметом обсуждения в которых станет возможное извержение вулкана Пэктусан[95].
  - Нижняя палата парламента Филиппин проголосовала за импичмент главы антикоррупционного комитета Мерседес Гутьеррес[96].
  - Реактивный истребитель ВВС Нигерии F-7 потерпел крушение в международном аэропорту Малам Амину Кано в Кано. Пилот погиб, аэропорт для совершения полетов был закрыт[97][98].
  - Бывший президент Израиля Моше Кацав приговорён к 7 годам тюрьмы за изнасилования и сексуальные домогательства[99].
- 23 марта
  - В Кирьят-Экроне открыта первая в Израиле станция по обслуживанию электромобилей[100].
  - Лауреатом Абелевской премии за 2011 год стал американский математик Джон Милнор[101].
  - Скончалась американская актриса Элизабет Тейлор[102][103].
  - Премьер-министр Португалии Жозе Сократеш подал в отставку после того, как парламент страны отклонил предложенный правительством план антикризисных мер[104].
  - Владимиру Путину в Белграде вручили высшую награду Сербской православной церкви — орден Святого Саввы[105].
  - ОАЭ разорвали дипломатические отношения с Талибаном[106] (недоступная ссылка с 13-09-2013 [4343 дня]).
- 24 марта
  - Землетрясение магнитудой 7,0 произошло на северо-востоке Мьянмы[107]. Погибло около 60 человек, ранены не менее 90[108].
- 25 марта
  - Исследователи из Техасского университета A&M обнаружили большое количество инструментов, датировка которых показала, что они были старше любых артефактов культуры Кловис[109].
  - Сирийские войска открыли огонь по демонстрантам в городе Даръа, сообщается, что это стало ответом властей на поджог оппозиционерами статуи Хафеза Ассада — отца президента Сирии Башара Ассада[110].
- 26 марта
  - Умер известный музыкант и композитор Александр Барыкин[111].
  - Генерал-губернатор Канады Дэвид Джонстон официально объявил о роспуске парламента, после вотума недоверия правительству страны вынесенного накануне. Дата проведение следующих выборов назначена на 2 мая 2011 года[112].
  - После ожесточённых боёв ливийские повстанцы захватили стратегически важный город Адждабия[113].
- 27 марта
  - 24 человека погибли, по меньшей мере 59 — получили ранения при атаке трёх террористов-смертников на автомобилях, начиненных взрывчаткой, которые протаранили на них здание строительной компании в округе Бармал восточной афганской провинции Пактика[114].
  - Россия перешла на постоянное летнее время. Дальнейший переход на зимнее и летнее время отменён распоряжением президента РФ Дмитрия Медведева[115].
  - Ливийские повстанцы заняли порт Рас-Лануф, отбив его у сторонников Муаммара Каддафи[116].
- 28 марта
  - Лауреатом Притцкеровской премии по архитектуре за 2010 год стал португальский архитектор Эдуарду Соуту де Моура[117].
  - 150 человек погибли, включая троих детей, по меньшей мере 80 — получили ранения в результате взрыва и последующего за ним пожара на заводе имени 7 Октября по изготовлению боеприпасов, в области аль-Хисн региона Ханфар южной Йеменской провинции Абьян. 27 марта исламистские боевики взяли под контроль завод, а сегодня источники в охране сообщают, что бойцы Аль-Каиды ответственны за взрыв[118][119][120].
  - В Сирии правительственные силы безопасности открыли огонь по митингующим[121].
  - Конституционный суд Республики Косово признал незаконным избрание Беджета Паколли президентом страны[122].
  - Катар стал первой арабской страной, официально признавшей национальный переходный совет в Бенгази законным правительством Ливии[123].
- 29 марта
  - Президент Сирии Башар Асад принял отставку правительства[124].
  - В Японии установлен максимальный уровень тревоги[125].
  - В результате двух взрывов и захвата заложников в здании консульства иракского города Тикрит погибли по меньшей мере 58 человек, 96 — получили ранения, включая высших полицейских чинов, трёх членов консульства провинции и трёх журналистов[126][127][128].
- 30 марта
  - Скончалась легендарная советская и российская актриса Людмила Гурченко[129][130].
  - Впервые за последние 13 лет снизился рейтинг компании Nokia[131].
  - Чрезвычайное положение объявлено на севере Намибии, где в результате наводнения погибли 62 человека[132].
  - Министр иностранных дел Ливии Муса Куса бежал в Великобританию и попросил там политическое убежище[133][134].
  - Совет Безопасности ООН принял резолюцию объявляющую санкции в отношении режима Лорана Гбагбо в Кот-д’Ивуаре[135].
  - В Мьянме расформирована правящая военная хунта. Новое правительство возглавил президент генерал Тейн Сейн, инаугурация которого прошла в закрытом режиме[136].
- 31 марта
  - Премьер-министр Мали Модибо Сидибе подал в отставку[137].
  - Президент Португалии Анибал Каваку Силва распустил парламент и назначил внеочередные выборы на 5 июня[138].
  - Правительство Кувейта подало в отставку[139].
  - Остров Майотта стал 101-м департаментом Франции[140].